# Tipula (Pterelachisus) submutila
Tipula (Pterelachisus) submutila is een tweevleugelige uit de familie langpootmuggen (Tipulidae). De soort komt voor in het Palearctisch gebied.